# دير الهوا
دير الهوا، قرية فلسطينية مهجرة، تقع إلى الجنوب الغربي من القدس. في عام 1948 تشرّد السكان على يدّ اليهود الذين دمروا القرية وأقاموا على أنقاضها مستعمرة “حاريم” عام 1950.

## موقع القرية
تبعد دير الهوا نحو 5 كم إلى الجنوب من خط سكة حديد القدس– يافا، وتصلها دروب ممهدة بقرى دير الشيخ، سفلى، بيت عطاب ودير أبان.
قامت القرية على أنقاض قرية قديمة تحتوي آثارها على حجارة، أعمدة، جدران متهدمة، صهاريج، مدافن وأراضٍ مرصوفة بالفسيفساء. كما أقيمت فوق رقعة جبلية ترتفع نحو 650م عن سطح البحر، وتطل على وادي إسماعيل الذي يسيّر خط السكة الحديدية مع مجراه إلى الشمال من القرية بنحو كليومترين. بيوت القرية كانت مبنية من اللبن والحجر، متلاصقة تفصل فيما بينها أزقة ضيقة، واتّخذ مخططها التنظيمي شكل المستطيل الصغير، حيث كان امتداد القرية العمراني قليلًا يسير في اتجاه غربي شرقي بسبب طبيعة الأرض الطبوغرافية. كانت مساحة القرية أربعة دونمات فقط، اشتملت على مسجد في الجهة الغربية منها. بالإضافة لذلك، كانت تشرب من مياه بئر البيار الواقعة على مسافة كيلومتر إلى الجنوب الشرقي ومن مياه عين مرج اللبن على بعد كيلومتر واحد غربيها.

## احتلال القرية وتطهيرها عرقيًّا
كانت دير الهوا إحدى القرى التي احتلت في بداية عملية «ههار»، عند نهاية الهدنة الثانية. سقطت القرية ليلة 18-19 تشرين الأول\ أكتوبر، 1948 (أو في الليلة التالية) في قبضة الكتيبة الرابعة من لواء «هرئيل». بعد أن انتزعت الوحدات الإسرائيلية دير آبان من القوات المصرية، وجهت اهتمامها إلى دير الهوا التي كانت أعلى من دير آبان بـ300 متر مع أنّها لا تبعد عن هذه الأخيرة إلا مسافة كيلومترين. كما جاء في كتاب «تاريخ حرب الاستقلال»: «إنّ الصعود إلى القرية كان في حدّ ذاته يتطلب مجهودًا كبيرًا، ولو كان للعدو (القوات المصرية) القدرة على الصمود لكان من دون شك تسبب لنا بصعوبات كثيرة. لكنّ هنا أيضًا انسحب المقاتلون فور قصف المكان، لأنّهم فقدوا الثقة بقدرتهم على الصمود ولأنّ الخوف من جيشنا دبّ في قلوبهم». بالإضافة لذلك، لا يرد أي ذكر للمدنيين، إلّا إن المؤرخ الإسرائيلي بني موريس يشير إلى أن قائد العملية «يغآل ألون» أوضح لضباطه، في أرجح الظن، أنّه يجب ألّا تبقى أية مجموعة مدنية في المنطقة التي احتلت في أثناء العملية.

## القرية اليوم
يختلط ركام المنازل بحيطان المصاطب المهدمة. كما سويت أجزاء من الموقع بالأرض، جرفت وجمعت البقايا لتشكّل كومة كبيرة في أحد أطراف الموقع.
تغطي بدورها بساتين الخروب وأشجار الزيتون المصاطب في الشمال، الجنوب والغرب. كما ينبت الصبار في الطرف الجنوبي للقرية. بالإضافة لذلك، تقوم في الطرف الغربي حيطان مهدمة وتظهر كتل كبيرة من الإسمنت إلى جانب برج المراقبة الذي أقيم في المنطقة المجروفة. نشأ الصندوق القومي اليهودي (وهو الذراع المختصة باستملاك الأراضي وإدارتها في المنطقة الصهيونية العالمية) على أراضي القرية، وعلى أراضي بضع قرى مجاورة. منتزه (المئتي عام)، غرس حديثًا إلى جانبه أشجار التنوب، ويمر عبر المنتزه في أراضي قرية دير الهوا، طريق «هيوبرت همفري» المحفوف بالأشجار.

## المستعمرات الإسرائيلية على أراضي القرية
لا مستعمرات على أراضي القرية. أمّا مستعمرة «نيس هريم»، التي أسّست في سنة 1950، فقريبة من الطرف الشمالي الشرقي لموقع القرية.